# 菅原俊吏
菅原 俊吏（すがわら しゅんり、1981年4月28日 - ）は、岩手県奥州市出身の元騎手、厩務員。騎手時代は岩手県競馬組合・水沢競馬場伊藤和厩舎に所属し、勝負服の服色は黒、胴桃襷を使用していた。厩務員転向後は日本中央競馬会（JRA）・美浦トレーニングセンター大竹正博厩舎の持ち乗り厩務員を経て、2024年7月より同・新開幸一厩舎調教助手。
叔父に千葉次男・元調教師、従兄に千葉優・元騎手がいる。

## 来歴・人物
岩手県立水沢農業高等学校では馬術部に所属し国体少年の部4位入賞、卒業後、オーストラリアの競馬学校を経て2002年より2004年まで現地で見習い騎手として24勝を挙げた後に帰国。
故郷の水沢に戻り伊藤和厩舎で厩務員をしながら岩手競馬での騎手デビューを目指していたが、二度目の受験となった2006年12月地方競馬全国協会の騎手試験に合格し、2007年1月1日付けで地方競馬騎手免許取得。
2007年4月8日水沢競馬第5競走で初騎乗（ミスターヒョードル、6着）、4月15日水沢競馬第11競走をヤマニンシンバルで制し、初勝利を記録した。11月5日若手騎手による特別戦のシルバーステッキ賞を制し特別戦初勝利。
2010年12月30日第12回水沢競馬4日目第2競走2歳C2一組一般戦をキングペガサスで優勝（9頭立て1番人気）し、2280戦目で地方競馬通算200勝達成。
2011年1月10日水沢競馬第9競走・トウケイニセイ記念をリュウノキングダムで勝利し、重賞初制覇。
2011年2月5日から2月27日までの予定で福山競馬場で期間限定騎乗を行う。期間中の所属は渡邉貞夫厩舎。
2020年、息子の中学校入学を機に、JRAの乗馬スクールで学ばせるため茨城県に引っ越す事を決意（のち、地方競馬教養センターに入所している）。2月7日に岩手県競馬組合より騎手免許を返上したことを発表した。地方通算成績は8797戦929勝、2着950回、3着967回だった。

## 主な騎乗馬
- リュウノキングダム（トウケイニセイ記念）
- スーパーヴィグラス（岩鷲賞）
- リュウノタケシツウ（ハヤテスプリント）
- ムーンドロップ（サファイア賞）
- エゴイスト（ハーベストカップ、OROターフスプリント）
- イチダイ（寒菊賞）
- エンパイアペガサス（桐花賞、みちのく大賞典、青藍賞2回、北上川大賞典）
- パンプキンズ（寒菊賞、東北優駿、ダイヤモンドカップ）
- ダイワリベラル（せきれい賞）